# Нікольська селищна рада
Ніко́льська се́лищна ра́да — орган місцевого самоврядування Нікольської селищної громади Маріупольського району Донецької області. До 17 липня 2020 р. існувала як адміністративно-територіальна одиниця Нікольському районі Донецької області.

## Склад ради
Рада складається з 30 депутатів та голови.
- Голова ради: Мендрин Олег Юлійович
- Секретар ради: Молонова Олена Володимирівна

### Керівний склад попередніх скликань
| Прізвище, ім'я, по батькові | Основні відомості                                                        | Дата обрання | Дата звільнення |
| --------------------------- | ------------------------------------------------------------------------ | ------------ | --------------- |
| Гальчун Олег Михайлович     | Селищний голова, 1976 року народження, безпартійний                      | 26.03.2006   | 31.10.2010      |
| Майшмаз Федір Сергійович    | Селищний голова, 1951 року народження, освіта вища, член Партії регіонів | 31.10.2010   | 12.05.2015      |

Примітка: таблиця складена за даними сайту Верховної Ради України

### Депутати
За результатами місцевих виборів 2010 року депутатами ради стали:

#### За суб'єктами висування
| Суб'єкт висування           | Кількість обраних депутатів | %   |
| --------------------------- | --------------------------- | --- |
| Партія регіонів             | 27                          | 90  |
| Самовисування               | 2                           | 6,7 |
| Комуністична партія України | 1                           | 3,3 |

#### За округами
| № округу                    | Прізвище, ім'я, по батькові       | Дата визнання обраним | Освіта             | Партійна приналежність | Відомості про обраного депутата                                                                                             |
| --------------------------- | --------------------------------- | --------------------- | ------------------ | ---------------------- | --- |
| Комуністична партія України |                                   |                       |                    |                        | |
| 19                          | Пірго Федір Ігнатович             | 04.11.2010            | вища               | позапартійний          | «Володарський автодор», інженер                                                                                             |
| Партія регіонів             |                                   |                       |                    |                        | |
| 1                           | Молонова Олена Володимирівна      | 04.11.2010            | вища               | член Партії регіонів   | Володарська селищна рада, секретар                                                                                          |
| 2                           | Саєнко Людмила Іванівна           | 04.11.2010            | вища               | член Партії регіонів   | Володарський районний будинок дитячої творчості, директор                                                                   |
| 3                           | Олійник Валентин Петрович         | 04.11.2010            | вища               | член Партії регіонів   | Володарські районні електромережі, майстер по заміні лічильників                                                            |
| 4                           | Нетреба Людмила Анатоліївна       | 04.11.2010            | вища               | член Партії регіонів   | Володарський районний відділ освіти, голова районної ради профспілок                                                        |
| 5                           | Зубко Світлана Іванівна           | 04.11.2010            | вища               | член Партії регіонів   | Володарська районна рада, головний бухгалтер                                                                                |
| 6                           | Смирнов Микола Євгенович          | 04.11.2010            | вища               | член Партії регіонів   | ТОВ «Володарськавто», заступник директора з економіки                                                                       |
| 7                           | Глухов Сергій Іванович            | 04.11.2010            | середня спеціальна | член Партії регіонів   | фермер |
| 8                           | Ксеніта Клавдія Миколаївна        | 04.11.2010            | середня            | член Партії регіонів   | Володарська дільниця Маріупольського водоканалу, контролер абонентного відділу                                              |
| 9                           | Лях Антоніна Володимирівна        | 04.11.2010            | вища               | член Партії регіонів   | Володарська РДА, головний спеціаліст по закупівлі та якості с/г продукції                                                   |
| 11                          | Коба Ольга Вікторівна             | 04.11.2010            | вища               | член Партії регіонів   | Володарський районний центр зайнятості, заступник директора, начальник відділу надання соціальних послуг з працевлаштування |
| 13                          | Сумятін В'ячеслав В'ячеславович   | 04.11.2010            | вища               | член Партії регіонів   | приватний підприємець |
| 14                          | Вівденко Анатолій Олексійович     | 04.11.2010            | вища               | позапартійний          | ПАТ «ММК ім. Ілліча» ДП «Ілліч-Агро Донбас» а/ц № 31, начальник відділу по виробництву комбікормів                          |
| 15                          | Агджа Руслана Миколаївна          | 04.11.2010            | вища               | член Партії регіонів   | Володарський МКРВ, головний контролер-ревізор                                                                               |
| 16                          | Ачкан Євген Володимирович         | 04.11.2010            | вища               | член Партії регіонів   | ДФ ВАТ «Укртелеком», начальник дільниці технічної експлуатації засобів електрозв'язку                                       |
| 17                          | Сичова Тетяна Олександрівна       | 04.11.2010            | вища               | член Партії регіонів   | Володарський районний відділ Держкомзему, начальник                                                                         |
| 18                          | Чебанова Тетяна Володимирівна     | 04.11.2010            | вища               | член Партії регіонів   | Будинок дитячої творчості, керівник гуртка                                                                                  |
| 20                          | Паскалова Ірина Володимирівна     | 04.11.2010            | вища               | член Партії регіонів   | Володарський ясла-садок № 1, завідувачка                                                                                    |
| 21                          | Майшмаз Лідія Христофорівна       | 04.11.2010            | вища               | член Партії регіонів   | Володарська ЦРЛ, лікар-педіатр                                                                                              |
| 22                          | Костюченко Віталій Дмитрович      | 04.11.2010            | вища               | член Партії регіонів   | «Райсільгоспенерго», директор                                                                                               |
| 23                          | Гараніна Надія Петрівна           | 04.11.2010            | вища               | член Партії регіонів   | Гімназія «Софія», вчитель                                                                                                   |
| 24                          | Васильджагаз Григорій Георгійович | 04.11.2010            | вища               | член Партії регіонів   | Коопзаготпром Володарського РайСТ, заступник директора                                                                      |
| 25                          | Глущенко Віталій Вікторович       | 04.11.2010            | вища               | член Партії регіонів   | Володарська дитячо-юнацька спортивна школа, тренер                                                                          |
| 26                          | Ляшенко Сергій Валерійович        | 04.11.2010            | вища               | член Партії регіонів   | КП «Володарське БТІ», економіст                                                                                             |
| 27                          | Гуц Тетяна Станіславівна          | 04.11.2010            | вища               | член Партії регіонів   | Володарська РДА, заступник начальника, начальник бюджетного відділу фінансового управління                                  |
| 28                          | Масюта Лариса Василівна           | 04.11.2010            | вища               | позапартійна           | Володарська загальноосвітня школа № 3, вчитель                                                                              |
| 29                          | Капустіна Юлія Володимирівна      | 04.11.2010            | вища               | член Партії регіонів   | Маріупольський державний університет, асистент кафедри права                                                                |
| 30                          | Саттаєва Галина Зуфарівна         | 04.11.2010            | вища               | член Партії регіонів   | Новоянісольська загальноосвітня школа, заступник директора, викладач                                                        |
| Самовисування               |                                   |                       |                    |                        | |
| 10                          | Зубов В'ячеслав Володимирович     | 07.02.2011            | вища               | член Партії регіонів   | приватний підприємець |
| 12                          | Лозінський Василь Олександрович   | 04.11.2010            | вища               | позапартійний          | Володарський районний будинок культури, керівник народної аматорської фотостудії                                            |